# Radical nitrate
 (avril 2022).
La mise en forme du texte ne suit pas les recommandations de Wikipédia : il faut le « wikifier ».
Les points d'amélioration suivants sont les cas les plus fréquents :
- Les titres sont pré-formatés par le logiciel. Ils ne sont ni en capitales, ni en gras.
- Le texte ne doit pas être écrit en capitales (les noms de famille non plus), ni en gras, ni en italique, ni en « petit »…
- Le gras n'est utilisé que pour surligner le titre de l'article dans l'introduction, une seule fois.
- L'italique est rarement utilisé : mots en langue étrangère, titres d'œuvres, noms de bateaux, etc.
- Les citations ne sont pas en italique mais en corps de texte normal. Elles sont entourées par des guillemets français : « et ».
- Les listes à puces sont à éviter, des paragraphes rédigés étant largement préférés. Les tableaux sont à réserver à la présentation de données structurées (résultats, etc.).
- Les appels de note de bas de page (petits chiffres en exposant, introduits par l'outil «  Source ») sont à placer entre la fin de phrase et le point final[comme ça].
- Les liens internes (vers d'autres articles de Wikipédia) sont à choisir avec parcimonie. Créez des liens vers des articles approfondissant le sujet. Les termes génériques sans rapport avec le sujet sont à éviter, ainsi que les répétitions de liens vers un même terme.
- Les liens externes sont à placer uniquement dans une section « Liens externes », à la fin de l'article. Ces liens sont à choisir avec parcimonie suivant les règles définies. Si un lien sert de source à l'article, son insertion dans le texte est à faire par les notes de bas de page.
- La présentation des références doit suivre les conventions bibliographiques. Il est recommandé d'utiliser les modèles {{Ouvrage}}, {{Chapitre}}, {{Article}}, {{Lien web}} et/ou {{Bibliographie}}. Le mode d'édition visuel peut mettre en forme automatiquement les références.
- Insérer une infobox (cadre d'informations à droite) n'est pas obligatoire pour parachever la mise en page.

Pour une aide détaillée, merci de consulter Aide:Wikification.
Si vous pensez que ces points ont été résolus, vous pouvez retirer ce bandeau et améliorer la mise en forme d'un autre article.
Le trioxyde d'azote, ou radical nitrate est un oxyde d'azote de formule NO3. Comme NO et NO2, la molécule comporte un électron non lié, c'est donc un radical. Contrairement à NO et NO2, sa forte réactivité fait qu'il est instable, c'est un intermédiaire réactionnel important dans les réactions d'oxydations photochimiques qui sont à l'origine de la formation du smog dans les villes. Il est aussi observé en phase gazeuse, liquide ou solide comme une espèce à faible durée de vie.

## Histoire
L'existence du radical nitrate a été initialement proposée par Hautefeuille et Chappuis pour expliquer les spectres d'absorption de l'air soumis à des décharges électriques . L'étude de ses propriétés physiques et chimiques a pris plus d'importance lorsque NO3 a été détecté dans les zones d'air polluées de la troposphère.

## Structure et propriétés
Le radical nitrate comporte trois atomes d'oxygène liés de façon covalente à un atome d'azote. La molécule est de forme plane avec des angles entre les liaisons NO valant 120°, elle fait donc partie du groupe de symétrie D3h.

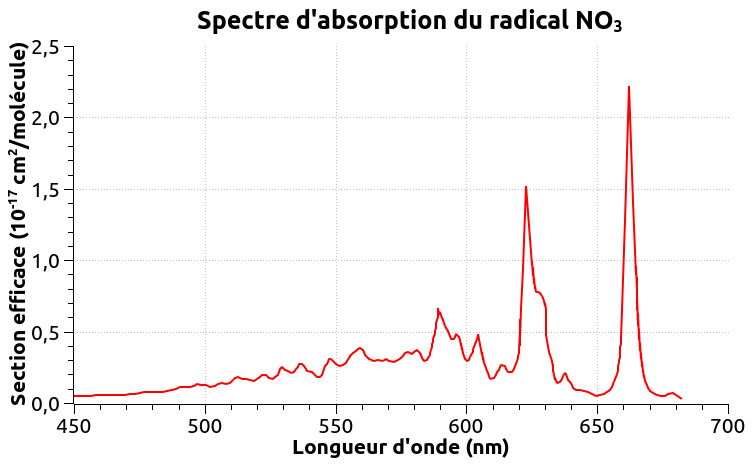
Spectre d'absorption du radical nitrate dans le visible.

Le radical NO3• absorbe la lumière dans le spectre visible avec trois pics d'absorption à 590, 623 et 666 nm, ce radical a une couleur bleue. S'il est soumis à un rayonnement de longueur d'onde supérieure à 600 nm, on observe une fluorescence. Si le rayonnement absorbé est inférieur à 595 nm, le radical peut passer dans un état excité. Dans l'atmosphère, il est rapidement dégradé par photolyse pour former une molécule de dioxyde d'azote et un radical O•.
NO3• + hν → NO2 + O•
Sa durée de vie est de quelques secondes.

## Synthèse
Le radical NO3 peut être préparé par la réaction photochimique du dioxyde d'azote avec l'ozone :
NO2 + O3 → NO3• + O2.
Cette réaction peut être aussi réalisée en phase solide ou en solution aqueuse en irradiant des gaz condensés, des nitrates ou de l'acide nitrique, etc.
NO3• est aussi un produit de la photolyse du pentoxyde de diazote N2O5, du nitrate de chlore ClONO2, de l'acide peroxynitrique HO2NO ou de ses sels. Par exemple :
N2O5 → NO2 + NO3•
2 ClONO2 → Cl2 + 2 NO3•.

## Importance en chimie atmosphérique
Comme indiqué précédemment, la principale source de radical nitrate dans l'atmosphère est la réaction photochimique de NO2 avec l'ozone O3. Ensuite, le radical nitrate peut à son tour réagir avec NO2 pour former du pentoxyde de diazote selon la réaction équilibrée :
NO3• + NO2 + M  {\displaystyle \rightleftharpoons }  N2O5 + M.
Dans cette équation, M est le troisième corps, c'est-à-dire n'importe quelle molécule présente qui échange de l'énergie avec les réactifs ou les produits de réaction.
Le radical NO3• peut ensuite réagir avec les composés organiques volatils présents dans l'atmosphère, pour un hydrocarbure R-H :
R-H + NO3• → R• + HNO3.
Le radical R• réagit ensuite avec le dioxygène pour former un radical peroxyde :
R• + O2 → RO2•.
Ce radical réagit ensuite avec le monoxyde d'azote présent dans l'air :
RO2• + NO → RO• + NO2.
Cette dernière réaction consomme le monoxyde d'azote, il n'est donc plus disponible pour détruire l'ozone, en conséquence la concentration en ozone augmente. Un mécanisme similaire existe avec le radical hydroxyle HO•, le radical NO3• est en général plus actif lorsque le soleil se couche car la baisse de luminosité réduit sa décomposition par photolyse.